# Ekmanmedaljen
Ekmanmedaljen är en utmärkelse som sedan 1929 delas ut av Svenska Pappers- och Cellulosaingeniörsföreningen. Medaljen "kan på styrelsens förslag efter föreningens beslut tilldelas person för förtjänstfulla tekniska eller vetenskapliga insatser inom föreningens arbetsområde."
Medaljen delas ut till minne av Carl Daniel Ekman (1845-1904) som var den förste som använde sulfitmetoden i industriell skala för tillverkning av pappersmassa.

## Pristagare[2]
- 1929 Professor Peter Klason, Stockholm (1848-1937)
- 1936 Överingenjör. Sixten Sandberg, Skutskär (1880-1948)
- 1948 Tekn.dr. Gunnar Sundblad, Iggesund (1888-1976)[3]
- 1949 Professor Erik Hägglund, Stockholm (1887-1959)
- 1950 Direktör. Gösta Ekström, Stockholm (1882-1949)
- 1956 Tekn.dr Arne Asplund, Stockholm (1903-1993)
- 1956 Civ.Ing. Hilding Bergström, Stockholm (1880-1966)
- 1958 Fil.dr Ragnar Söderquist, Stockholm (1893-1976)
- 1958 Direktör Johan Richter, Norge (1901-1997)
- 1959 Tekn.dr. Karl Cederquist, Stockholm (1894-1988)
- 1962 Professor Börje Steenberg, Stockholm (1912-2015)
- 1963 Tekn.dr. Torsten Källe, Säffle (1893-1975)
- 1965 Tekn.dr. Sixten Ulfsparre, Stockholm (1902-1995)
- 1967 Disponent Eric Diedrichs, Djursholm (1904-1991)
- 1968 Professor Olof Samuelson, Göteborg (1914-2000)
- 1971 Direktör Sven Rydholm, Säffle (1923-1977)
- 1976 Professor Erich Adler, Göteborg (1905-1986)
- 1980 Civ.Ing. Otto Brauns, Tyringe (1903-1988)
- 1981 Professor Bengt Hedström, Göteborg (1926-1999)
- 1983 Professor Lennart Stockman, Stockholm (1920-2000)
- 1988 Professor Hans Wilhelm Giertz, Trondheim, Norge (1914-2007)
- 1989 Professor Josef Gierer, Stockholm
- 1993 Professor Jan Bergström, Stockholm (1924-2001)
- 1996 Civ.Ing. Göran Annergren, Sundsvall
- 1998 Vd Alf de Ruvo, Stockholm (1938-2000), Professor Nils Hartler, Stockholm och Professor Douglas Wahren, Stockholm.
- 2000 Professor Ingemar Croon, Stockholm
- 2000 Tekn.lic. Lennart Lind, Kil
- 2001 Tekn. dr Christer Fellers, Stockholm
- 2002 Civ.Ing. Börje Wahlström, USA
- 2003 Professor Bo Norman, Stockholm
- 2004 Tekn.lic. Carl Kempe, Örnsköldsvik (1939–2023) och Civ.Ing. Lars G Sundblad, Hudiksvall[3]
- 2005 Professor Hans Höglund, Sundsvall[4]
- 2007 Professor Mikael E Lindström, Stockholm, och Professor Tom Lindström, Stockholm[4]
- 2008 Professor Gunilla Jönson, Mölnlycke[5]
- 2009 Professor Peter Axegård, Stockholm[4]
- 2012 Professor Lars Wågberg, Stockholm[6]
- 2015 Tekn.dr.h.c., Tekn.lic.dir Greta Fossum, Domsjö[7][8] och Teknologie doktor Daniel Söderberg, Stockholm[7]
- 2016 Docent Tomas Larsson[9] och Professor Göran Gellerstedt, Stockholm
- 2017 Professor Lars Berglund, Stockholm och Tekn.lic. Brita Swan, Göteborg
- 2018 Professor Hans Theliander, Göteborg
- 2019 Tekn.dr. Senior advisor. Sture Noréus, Husum[10]
- 2021 Professor Monica Ek, Stockholm[11]
- 2023 Civ.ing. Stefan Svensson, Örnsköldsvik